# Samuele Balbo-Bertone
Samuele Balbo-Bertone, italijanski general, * 1886, † 1945.